# SBSトランジット

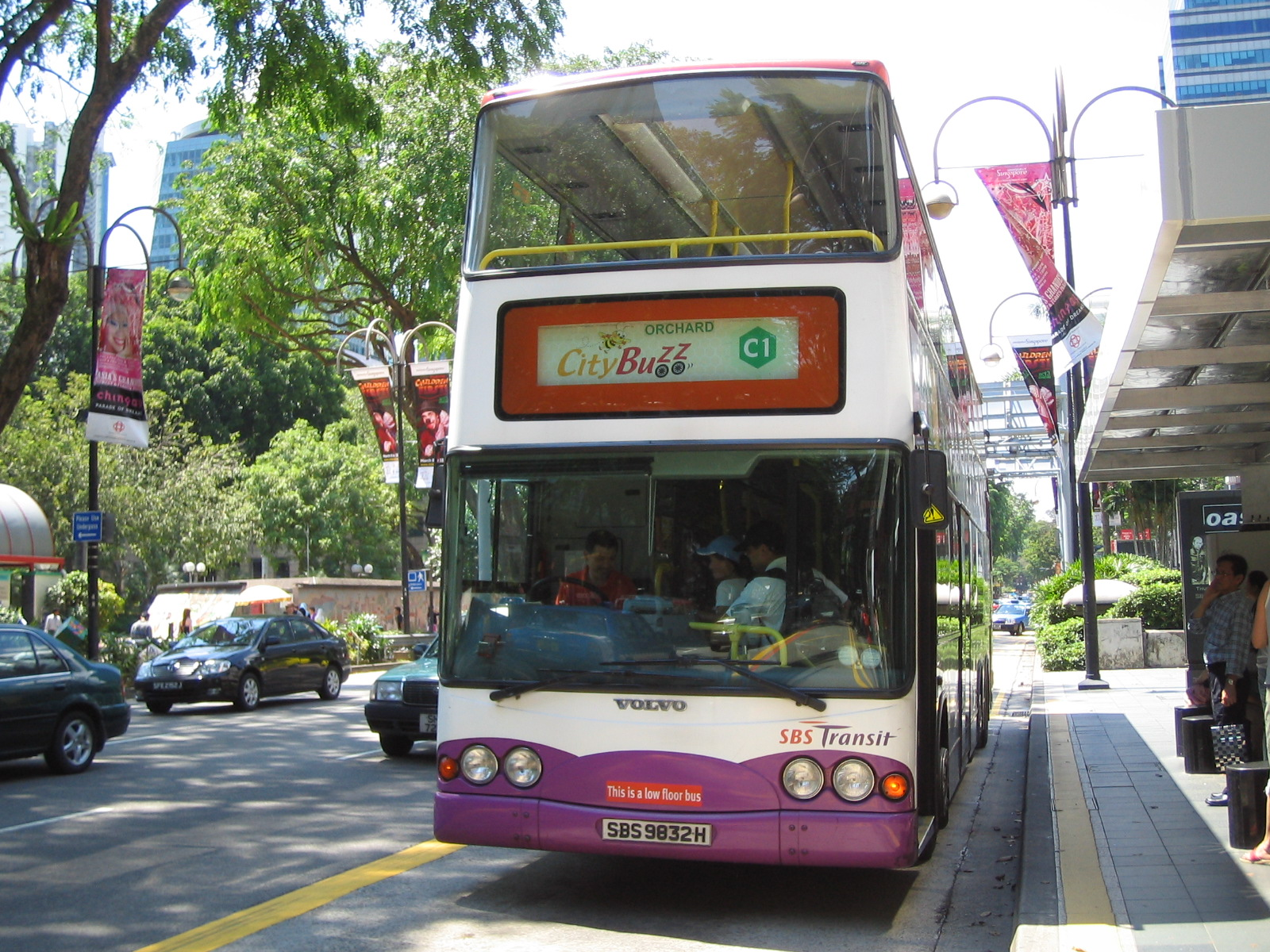
SBS Transitのバス

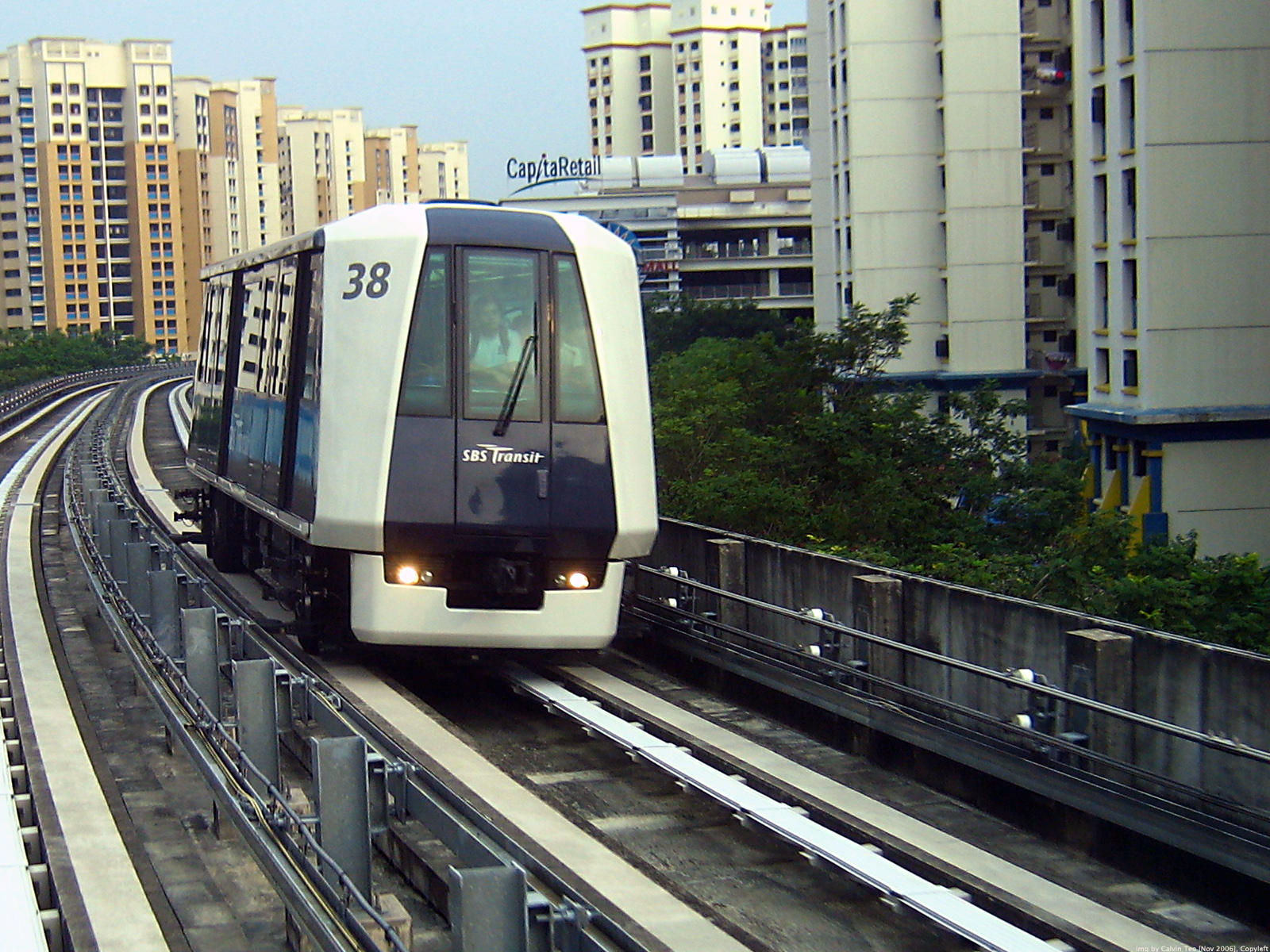
LRTセンカン線の車両

SBSトランジット（SBS Transit, 中国語：新捷运、SGX: S61）は、シンガポールで公共交通機関を運行する会社。シンガポール最大かつ世界第2位の運輸事業者であるコンフォートデルグロの子会社（株式の75%を所有）である。主な競合相手は同じように路線バス・鉄道・タクシーを運行しているSMRTコーポレーションである。今のところ217系統のバスを運行し、同事業で75%のシェアを占めている。

## 沿革
- 1997年11月 デルグロ・コーポレーションからバス事業が分社され、子会社としてシンガポール・バス・サービス (Singapore Bus Service, SBS) が設立される。
- 2001年1月 バスと鉄道を運行する事業者ということを明確にするためにSBSトランジットに社名を変更する。
- 2003年1月20日 LRTセンカン線（東環状線）の運行を開始する。
- 2003年6月20日 MRT北東線の運行を開始する。
- 2005年1月29日 LRTプンゴル線（東環状線）とLRTセンカン線（西環状線）の運行を開始する。
- 2013年12月22日 MRTダウンタウン線（第1期区間 4.3km 6駅）の運行を開始する。
- 2014年6月29日 LRTプンゴル線（西環状線）の運行を開始する。
- 2015年12月27日 MRTダウンタウン線（第2期区間 16.6km 12駅）の運行を開始する。
- 2017年10月21日 MRTダウンタウン線（第3期区間 21km 16駅）の運行を開始する。

## 歴史
1973年に3社（Amalgamated Bus Company Limited, the Associated Bus Services (Private) Limited, United Bus Limited）が合併してシンガポール・バス・サービス（Singapore Bus Services, SBS）が設立された。その5年後の1978年にSingapore Bus Service (1978) Limitedとして旧シンガポール証券取引所に上場した。
1997年11月にバス事業以外の交通機関を扱う会社にするためにデルグロ・コーポレーションに社名を変更。バス事業は子会社としてシンガポール・バス・サービス（Singapore Bus Services Limited）に分離し、子会社としてもシンガポール証券取引所に上場した。
2001年11月にシンガポール・バス・サービスはSBSトランジット（SBS Transit）に社名を変更し、バス以外の複数の交通機関を扱う企業へと変わった。

## 路線
- バス事業（シンガポール全土でおよそ2,700台のバスが運行されている）
- MRT北東線
- MRTダウンタウン線
- LRT2路線（プンゴル線・センカン線）

## バス車両
現在使用されている形式をあげる。
- Mercedes-Benz O530 (WAB)
- Man ND323F (WAB)
- Man NL323F (WAB)
- Man NG363F (WAB)
- Scania K230UB (WAB)
- Volvo B5LH (WAB)
- Volvo B7RLE (WAB)
- Volvo B8L (WAB)
- Volvo B9TL (WAB)
- Volvo B10BLE (WAB)
- Volvo B10TL (WAB)

## 営業所
5つの営業所でバス車両の点検・メンテナンスが行われている。
- Ang Mo Kio Depot (AMDEP)
- Bedok North Depot (BNDEP)
- Bukit Batok Depot (BBDEP)
- Braddell Bus Park (BRBP)
- Hougang Depot (HGDEP)
- Seletar Depot (SEDEP)
- Soon Lee Bus Park (SLBP)
- Ulu Pandan Depot (UPDEP)

## 輸送人員
1日平均の輸送人員
| 月 | 2011      | 2011    | 2012      | 2012    |
| 月 | バス      | 鉄道    | バス      | 鉄道    |
| -- | --------- | ------- | --------- | ------- |
| 1  | 2,499,764 | 479,488 | 2,502,579 | 513,232 |
| 2  | 2,407,956 | 462,422 | 2,656,166 | 516,881 |
| 3  | 2,525,379 | 473,044 | 2,599,039 | 512,857 |
| 4  | 2,529,607 | 473,819 | 2,588,379 | 507,860 |
| 5  | 2,488,470 | 471,687 | 2,606,904 | 515,012 |
| 6  | 2,427,359 | 482,303 | 2,505,754 | 519,545 |
| 7  | 2,609,269 | 502,146 | 2,670,787 | 531,032 |
| 8  | 2,555,034 | 489,654 | 2,643,235 | 527,838 |
| 9  | 2,577,544 | 497,396 | 2,607,288 | 530,928 |
| 10 | 2,520,090 | 501,584 | 2,610,997 | 532,144 |
| 11 | 2,474,271 | 495,914 | 2,551,998 | 534,455 |
| 12 | 2,305,976 | 479,318 | 2,410,283 | 538,196 |